# Zveri
Zveri (sv: Djur, kyrilliska: Звери) är en rysk pop/rockgrupp. Deras genombrott i hemlandet kom med deras första album som var Golod, som fick mycket bra kritik. De bildades 2001 och är fortfarande aktiva.